# Mascarenhas (Stadtteil)
Mascarenhas ist ein Stadtteil von Dili.

## Geographie und Einrichtungen

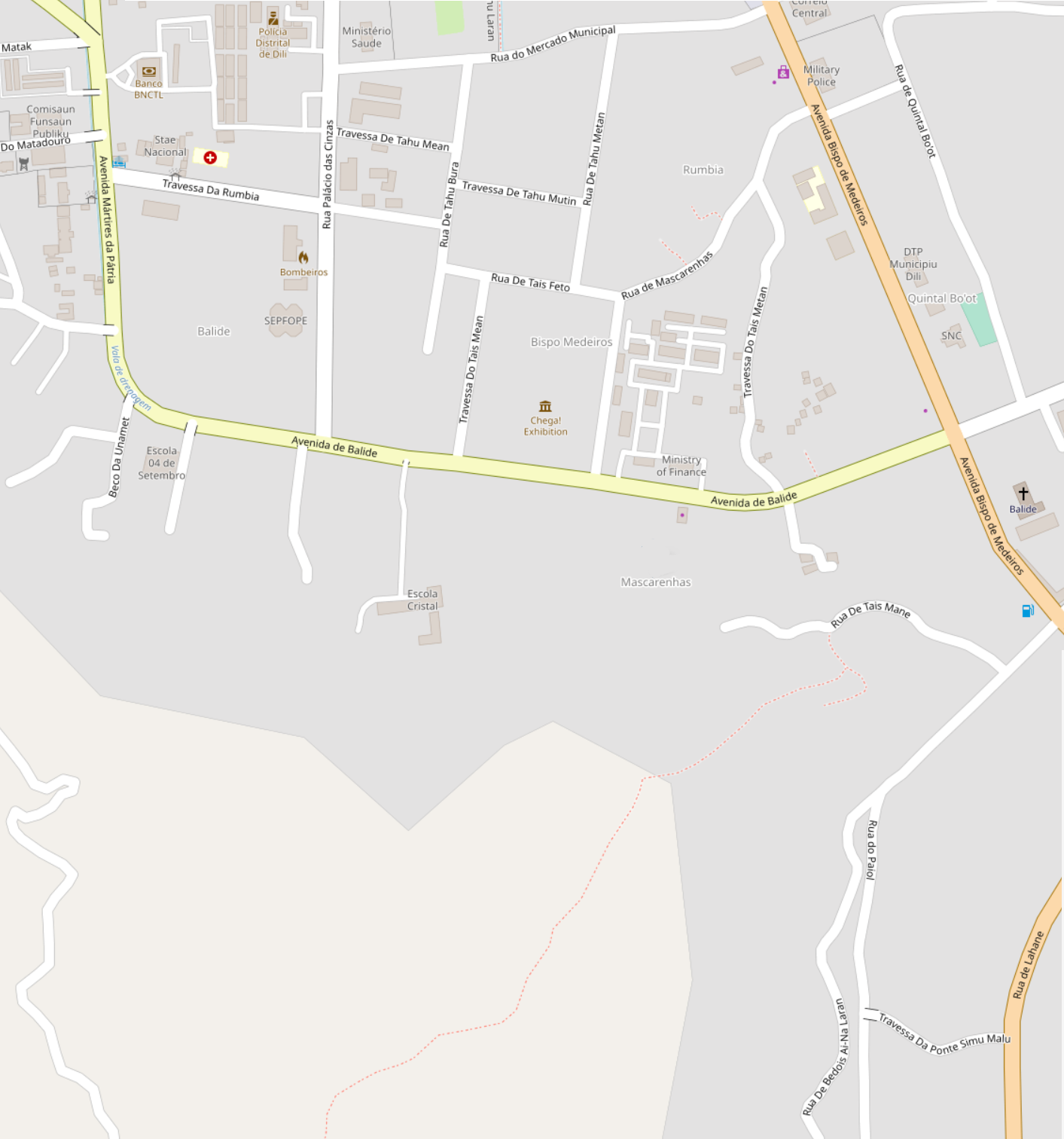
Straßenkarte des Sucos Mascarenhas

Bispo Medeiros liegt auf einer Meereshöhe von 11 m und ist ungefähr deckungsgleich mit der Aldeia Alto P.M. (Suco Mascarenhas, Verwaltungsamt Vera Cruz, Gemeinde Dili). Westlich liegt das zentrale Balide, zu dem Mascarenhas manchmal dazugerechnet wird. Nördlich der Avenida de Balide befindet sich der Stadtteil Bispo Medeiros und östlich der Avenida Bispo Medeiros der Stadtteil Quintal Bot. Nach Süden nimmt die Besiedlung an der Hanglage im Suco Lahane Ocidental ab.